# Yunaika Crawford
Yunaika Crawford (Cuba, 2 de noviembre de 1982) es una atleta cubana, especializada en la prueba de lanzamiento de martillo en la que llegó a ser medallista de bronce olímpica en 2004.

## Carrera deportiva
En los JJ. OO. de Atenas 2004 ganó la medalla de bronce en el lanzamiento de martillo, con una marca de 73.16 metros, quedando en el podio tras la rusa Olga Kuzenkova y su compatriota la también cubana Yipsi Moreno.